# Тифулові
Тифулові (Typhulaceae) — родина клаварієвих грибів ряду Agaricales. Базидіокарпії невеликі, прості й зазвичай мають форму булави з чіткою ніжкою. Родина спочатку містила кілька родів, у тому числі Macrotyphula та Ceratellopsis, але молекулярні дослідження, засновані на кладистичному аналізі послідовностей ДНК, показали, що лише типовий рід Typhula належить до Typhulaceae, інші роди є синонімами або належать до інших родин. Монотипний рід Lutypha ще не секвенований.